# Emil Brauchlin
Emil Albert Brauchlin (* 2. Mai 1930 in Zürich) ist ein Schweizer Betriebswirtschafter.

## Leben
Nach einem Studium der Betriebswirtschaftslehre an der Hochschule St. Gallen (HSG) war Brauchlin Mitarbeiter der Winterthur Versicherungen im In- und Ausland. Im Jahr 1970 erfolgte seine Wahl zum Extraordinarius, 1973 zum Ordinarius an der HSG, wo er 1995 emeritiert wurde.
Sein Forschungsgebiet war die entscheidungsorientierte Betriebswirtschaftslehre und das internationale Management.